# بافت قدیم شهر بوشهر
بافت شهر بوشهر مربوط به دوره افشار است و در بوشهر، بافت ساحل دریا، خیابان ساحلی واقع شده و این اثر در تاریخ ۲۹ تیر ۱۳۷۸ با شمارهٔ ثبت ۲۳۶۰ به‌عنوان یکی از آثار ملی ایران به ثبت رسیده است.